# Triphorinae
De Triphorinae vormen een subtribus van de Triphoreae, een tribus van de orchideeënfamilie (Orchidaceae).
De naam is afgeleid van het geslacht Triphora.

## Taxonomie
De subtribus omvat drie geslachten met ongeveer 27 soorten.
- Geslachten:
  - Monophyllorchis
  - Psilochilus
  - Triphora